# Iván Moreno (atleta)
Iván Moreno López (Santiago, Metropolitana, Chile, 14 de enero de 1942) es un exatleta chileno especialista en carreras de velocidad. Participó en los Juegos Olímpicos de Verano de 1964 y 1968, edición en la que alcanzó las semifinales en las pruebas de los 100 y 200 metros, convirtiéndose en el «blanco más rápido del mundo».

## Trayectoria deportiva

### México 1968
En los 100 metros, a Moreno le correspondió la tercera serie, en la que se desempeñaba uno de los que habían marcado 10 segundos clavados en los aprontes cercanos, el cubano Enrique Figuerola. Hizo la carrera esperada y se clasificó segundo con 10”4, superado por dos décimas por el cubano, y aventajando al polaco Zenón Nowosz, al británico Barrie Kelly, al keniata Charles Asati, al soviético Yevgeny Sinyayev y al colombiano Jimmy Sierra. Los tres primeros quedaron en competencia. Los cinco restantes terminaron ahí su participación. En las otras series ganaron los favoritos: los estadounidenses Charles Greene —que igualó el récord olímpico— y Jim Hines, los franceses Roger Bambuck y Gérard Fenouil, el jamaicano Lennox Miller, el canadiense Harry Jerome y el cubano Hermes Ramírez.
Dos horas después se realizó la segunda ronda eliminatoria, que clasificaba a los cuatro primeros. Moreno acusó un leve tirón cuando finalizaba la anterior. Su vitalidad, sin embargo, le permitió superar los problemas físicos, mejorar su marca en una décima y clasificarse para las semifinales. Ahora le correspondió la primera serie en el andarivel 2, al lado de sus espigados adversarios. En el andarivel 1 estaba Ronald Jones, de Gran Bretaña; en el 3, el soviético Vladislav Sapeya; en el 4, el cubano Figuerola; en el 5, el estadounidense Hines; en el 6, el jamaicano Miller; en el 7, el alemán Karl Schmidtke; en el 8, el argentino Andrés Calonge.
Sin partidas falsas, Moreno partió último, pero a los cuarenta metros ya estaba al lado del argentino y del británico, mientras adelante luchaban los favoritos: Hines, Figuerola, Miller y Sapeya. Corrió junto a Calonge y Jones otros cuarenta metros y en los veinte finales realizó una atropellada que le permitió superarlos, como también al alemán y al soviético. La multitud lo aplaudió con cariño cuando logró el cuarto lugar. Moreno ya estaba entre los 16 mejores velocistas del mundo y era el único no de raza negra en competencia. Llegó sexto en la serie de las semifinales, repitiendo los 10”3 de la ronda anterior. En la final fue superada la barrera de los 10 segundos por primera vez en la historia.